# Melkema State
Melkema State is een voormalige stins van Rinsumageest in de gemeente Dantumadeel, in Friesland. De stins bestond al voor 1439. In 1727 is de stins afgebroken en de tuinen van de stins zijn samengevoegd met die van de  Eysinga State. De rondweg om Rinsumageest is vernoemd naar deze stins: 'de Melkemaweg'. In Rinsumageest is een straat vernoemd naar de bewoners van de Melkema State: ‘de van Aylvaweg’. Op de plaats waar de Melkema State vroeger stond bevindt zich tegenwoordig het Rinsumageester Bos.

## Lijst van eigenaren van de Melkema State
| Jaar      | Gebruiker                                                                                                   |
| --------- | --- |
| tot 1439  | Thieppka Sceltama, verkoopt aan:                                                                            |
| 1439      | Juw Juwsma alias Bottema, zoon:                                                                             |
| 1477      | Gatze Juwsma, dochter:                                                                                      |
| 1498-1511 | Ayl Juwsma, dochter:                                                                                        |
| 1526      | Dorothea van Botnia (in 1511 was neef Douwe Donia eigenaar)                                                 |
| 1581      | Ulbe Tiaerdtsz Aylva, zijn overgrootmoeder was Ybel Juwsma, een dochter Van Juw Juwsma alias Bottema. Zoon: |
| 1582      | Tjaert van Aylva, zoon:                                                                                     |
| 1640      | Sjoerd van Aylva                                                                                            |
| 1679      | Tjaerd van Aylva                                                                                            |
| 1713      | Tjaerd van Aylva                                                                                            |
| 1723      | Mevrouw Unia-Schratenbach                                                                                   |